# 琼斯多项式
在数学的纽结理论中，琼斯多项式是沃恩·琼斯在1984年发现的纽结多项式。琼斯多项式是有向纽结（英語：oriented knot）或有向环（英語：oriented link）的一个纽结不变量（英語：knot invariant）。具体而言，它是一个以 {\displaystyle t^{1/2}} 为变量的系数全为整数的洛朗多项式。

## 琼斯多项式定义式

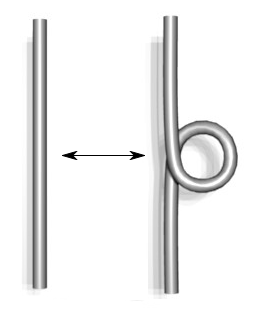
I型 Reidemeister变换

假设给定一个有向纽结或有向环 {\displaystyle L} 以及它的投影图，那么我们可以通过考夫曼（英語：Kauffman）的尖括号多项式{\displaystyle \langle L\rangle } 来定义琼斯多项式 {\displaystyle V(L)} 。这里的尖括号多项式是一个以 {\displaystyle A} 为变量的系数全为整数的洛朗多项式。
首先我们先建立一个辅助多项式（英語：auxiliary polynomial）
{\displaystyle X(L)=(-A^{3})^{-w(L)}\langle L\rangle },
公式中的 {\displaystyle w(L)} 是这个投影图的拧数。一个投影图的拧数是正交叉数量（下图中的 {\displaystyle L_{+}} ）减去负交叉数量（{\displaystyle L_{-}}）得到的数值。拧数不是一个纽结不变量。
辅助多项式 {\displaystyle X(L)} 是一个纽结不变量，因为即使对 {\displaystyle L} 进行三种Reidemeister变换，也不会改变它的多项式
{\displaystyle X(L)} 。尖括号多项式在II型Reidemeister变换和III型Reidemeister变换下保持不变，但I型Reidemeister变换会导致尖括号多项式被乘上 {\displaystyle -A^{\pm 3}} 。以上的 {\displaystyle X(L)} 定义式就是为了抵消I型Reidemeister变换对尖括号多项式的影响，因为I型Reidemeister变换也会使拧数增加1或减少1。
现在对多项式 {\displaystyle X(L)} 进行变量替换 {\displaystyle A=t^{-1/4}} ，就得到了琼斯多项式 {\displaystyle V(L)}。

## 特征
对于一个平凡结的任何投影图，它的琼斯多项式都为常数1。琼斯多项式还满足以下的纽结关系：
{\displaystyle (t^{1/2}-t^{-1/2})V(L_{0})=t^{-1}V(L_{+})-tV(L_{-})\,}
上式的 {\displaystyle L_{+}}，{\displaystyle L_{-}}，和 {\displaystyle L_{0}} 是三个有向环的投影图，他们唯一的区别只在于一个相交点，如下图所示：
因为琼斯多项式由尖括号多项式而定义，所以我们根据尖括号多项式的特性可得出以下推论：给定一个纽结 {\displaystyle K} ，若我们已知它的琼斯多项式 {\displaystyle V(K)} ，那么要得到它的镜像（英語：mirror image）的琼斯多项式，只需在 {\displaystyle V(K)} 中把 {\displaystyle t} 替换成 {\displaystyle t^{-1}} 。因此我们从一个纽结的琼斯多项式可以判断这个纽结是否和它的镜像相同。
琼斯多项式还有一个著名的特征：一个交错纽结（英語：alternating knot）的琼斯多项式是一个交错多项式。数学家Morwen Thistlethwaite在1987年证明了这个特征。数学家Hernando Burgos-Soto也给出了另一种证明，并把这个特征推广到了缠绕（英語：Tangle (mathematics)）上。

## 陈-西蒙斯理论
根据爱德华·威滕的证明，若我们有三维球面{\displaystyle S^{3}}和规范群SU(2)的陈-西蒙斯理论：
- F是SU(2)的基本表示，
- C是纽结

威爾森迴圈{\displaystyle W_{F}(C)}的真空期望值等于C的琼斯多项式。
这是环绕数的推廣。

## 辮群
- 統計力學的玻茨模型[6][7]
- 亞歷山大定理（英语：Alexander's Theorem）